# Finále (Glee)
Národní kolo (v anglickém originále Nationals) je dvacátá první epizoda třetí série amerického hudebního televizního seriálu Glee a v celkovém pořadí šedesátá pátá epizoda. Scénář k epizodě napsala Ali Adler, režíroval ji Eric Stoltz a epizoda je druhou z dvou nových epizod tohoto seriálu, které se poprvé vysílaly ve Spojených státech dne 15. května 2012 na televizní stanici Fox. Epizoda obsahuje souboj mezi New Directions proti sboru Vocal Adrenaline na národním kole soutěže sborů v Chicagu a dále se v ní objeví mnoho hostujících hvězd: Whoopi Goldbergová jako děkanka z NYADY, Carmen Tibideaux, Jonathan Groff jako vedoucí Vocal Adrenaline, Jesse St. James, Lindsay Lohan a Perez Hilton hrají sami sebe jako porotci soutěže a Rex Lee hraje chicagského radního, který je také jedním z porotců národního kola.
Epizoda získala většinou pozitivní recenze, jak epizoda jako celek, tak i hudební vystoupení epizody. Zatímco recenzenti nebyli nadšení scénou s porotci a byli vysoce kritičtí k začlenění prvního pohlavního styku Emmy a Willa jako část post-vítězné sekvence, tak ale celková kvalita epizody byla velice chválena. Hudební vystoupení byly vysoce oceňovány a ačkoliv někteří kritici cítili, že Vocal Adrenaline měli lepší výkony než New Directions, tak zejména tři hlavní sólisté—Rachel (Lea Michele), Finn (Cory Monteith) a Unique (Alex Newell)—byli vychvalováni. Nicméně žádná ze sedmi písní z epizody se neumístila v žebříčku Billboard Hot 100, ačkoliv dvě soutěžící písně od New Directions, Rachelino „It's All Coming Back to Me Now“ a skupinové číslo obsahující Finna i jí, „Paradise by the Dashboard Light“, se objevily v žebříčku Billboard Canadian Hot 100.
V původním vysílání epizodu sledovalo celkem 6,03 milionů amerických diváků a získala 2,5/7 Nielsenova ratingu/podílu na trhu ve věkovém okruhu od osmnácti do čtyřiceti devíti let. Celková sledovanost jemně ubyla oproti předchozí epizodě Poslední pokus, která se vysílala minulou hodinu a více znatelně ubyla oproti epizodě Plesosaurus, která se vysílala předchozí týden.

## Děj epizody

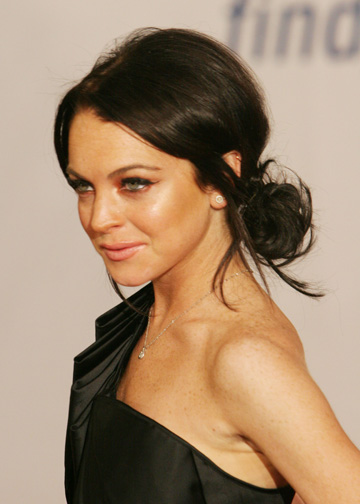
V epizodě hostovala herečka Lindsay Lohan a hrála samu sebe

Školní sbor New Directions je v Chicagu na národním kole soutěže sborů, ale Mercedes (Amber Riley) leží nemocná ve své posteli v hotelu s vysokou teplotou a bolestmi v žaludku, zřejmě kvůli otravě jídlem. Will (Matthew Morrison) přidá Quinn (Dianna Agronová) a Tinu (Jenna Ushkowitz) do hudebního čísla k Troubletones, aby Mercedes podpořily a Sue (Jane Lynch) začne se zdravotními opatřeními, které ji vrátí zdraví. Během posledních zkoušek mezi členy sboru vypuknou střety, ale snadno se vyřeší kvůli intenzitě jejich soustředění se na výhru.
V den soutěže je Rachel (Lea Michele) zaskočena, když potkává Jesseho St. Jamese (Jonathan Groff), jejího bývalého přítele a současného vedoucího konkurenčního sboru Vocal Adrenaline. Jesse se snaží ranit její sebevědomí tím, že jí předhazuje, že zkazila své zkoušky na NYADU přímo před očima Carmen Tibideaux (Whoopi Goldbergová), ale ona si jeho záměr uvědomí, nenechá se rozhodit a naopak ji Jesse ukáže, že je ještě více nervózní než ona.
Jsou představeni porotci národního kola: Lindsay Lohan, Perez Hilton a chicagský radní Martin Fong (Rex Lee). New Directions jsou prvním soutěžním a Mercedes přichází právě včas na jeviště se skupinou, zase zdravá díky Sue. Začínají Troubletones s písní "The Edge of Glory". Rachel poté zpívá „It's All Coming Back to Me Now“. Carmen přichází během jejího vystoupení, za které Rachel obdrží na konci od publika potlesk ve stoje. Posledním jejich číslem je „Paradise by the Dashboard Light“, který také zvedne nadšené publikum ze sedaček a i Carmen mu pochvalně zapíská. Později v hale Jesse přistupuje ke Carmen a doporučuje Rachel pro NYADU.
Mercedes a Kurt jdou do šatny Vocal Adrenaline, aby popřáli hlavnímu zpěvákovi Wadovi „Unique“ Adamsovi (Alex Newell) hodně štěstí, ale on jim řekne, že nebude vystupovat, protože je na něj vyvíjen čím dál tím větší tlak kvůli jeho nové slávě. Kurt navrhuje, že Unique, Wadovo alter ego, může být připravená předvést to, co Wade nemůže a ten již začíná být uklidněný a připravený. Na jevišti Unique a Vocal Adrenaline zpívají „Starships“ a „Pinball Wizard“. Porotci jmenují Unique jako nejužitečnějšího účastníka soutěže, ale cenu za nejlepší sbor získají New Directions a Vocal Adrenaline jsou na druhém místě.
Zpět na McKinleyově střední je sbor celou školou vítán jako hrdinové. Sue je obnovena jako jediná trenérka roztleskávaček a tím vyřazuje svou spolu trenérku Roz Washington (NeNe Leakes). Ve svém bytě mají Emma (Jayma Mays) a Will spolu poprvé sex. Ředitel Figgins (Iqbal Theba) se domluví s Finnem a Rachel za New Directions, aby následující večer vystoupili na předávání ceny Učitel roku, kterou vyhraje Will. Sbor Willovi pogratuluje a zpívá píseň „We Are the Champions“.

## Seznam písní
- „The Edge of Glory“
- „It's All Coming Back to Me Now“
- „Paradise by the Dashboard Light“
- "Starships"
- „Pinball Wizard“
- „Starlight Express“
- „Tongue Tied“
- „We Are the Champions“

## Hrají
| Dianna Agron      | Quinn Fabray          |
| Chris Colfer      | Kurt Hummel           |
| Darren Criss      | Blaine Anderson       |
| Jane Lynch        | Sue Sylvester         |
| Jayma Mays        | Emma Pillsburry       |
| Kevin McHale      | Artie Abrams          |
| Lea Michele       | Rachel Berry          |
| Cory Monteith     | Finn Hudson           |
| Heather Morris    | Brittany Pierce       |
| Matthew Morrison  | William Schuester     |
| Amber Riley       | Mercedes Jones        |
| Naya Rivera       | Santana Lopez         |
| Mark Salling      | Noah „Puck“ Puckerman |
| Harry Shum mladší | Mike Chang            |
| Jenna Ushkowitz   | Tina Cohen-Chang      |